# دايفيد هيغينز
دايفيد هيغينز (بالإنجليزية: David Higgins)‏ هو موزع وملحن بريطاني، ولد في 11 سبتمبر 1938 في شفيلد في المملكة المتحدة، وتوفي في 13 أغسطس 2006.